# RENDEZ-VOUS IN SPACE OKINAWA 010101
『RENDEZ-VOUS IN SPACE OKINAWA 010101』（ランデブー・イン・スペース・オキナワ）は、VIZITORSが「THE VIZITORS」名義で2001年にイギリスのみでリリースしたライブ・アルバムである。

## 解説
- 沖縄で行われたイベント「Rendez-vous in Space 2001」でのVIZITORSの出演部分を収録している。
- リリース期間が短かった・イギリスのみでの流通ということもあり、日本での入手は極めて困難である。
- 「THE OVERTURE Part.1」は「2001年宇宙の旅」のオープニングテーマで有名なリヒャルト・シュトラウスの「ツァラトゥストラはこう語った」をサンプリングしている。
- 「MY NAME IS ARTHUR」は後にフランスのコメディアンであるピエール・パルマード（英語版）に「J'Te Flashe, J'Te Love」とタイトルを変えて提供された。
- 「CHILDREN OF SPACE」は後にジャールが2003年に出したアルバム「Geometry of Love」にて「Velvet Road」とタイトルを変えてスタジオ音源化している。

## 収録曲
| 全作曲: JEAN MICHEL JARRE & TETSUYA "TK" KOMURO。 |                               |      |                                         |       |
| #                                                 | タイトル                      | 作詞 | 作曲・編曲                              | 時間  |
| 1.                                                | 「THE OVERTURE Part.1 And 2」 |      | JEAN MICHEL JARRE & TETSUYA "TK" KOMURO | 11:16 |
| 2.                                                | 「THE VOYAGE」                |      | JEAN MICHEL JARRE & TETSUYA "TK" KOMURO | 5:03  |
| 3.                                                | 「MY NAME IS ARTHUR」         |      | JEAN MICHEL JARRE & TETSUYA "TK" KOMURO | 4:03  |
| 4.                                                | 「CHILDREN OF SPACE」         |      | JEAN MICHEL JARRE & TETSUYA "TK" KOMURO | 6:51  |
| 5.                                                | 「NOBODY」                    |      | JEAN MICHEL JARRE & TETSUYA "TK" KOMURO | 4:41  |
| 6.                                                | 「RENDEZ-VOUS IN SPACE」      |      | JEAN MICHEL JARRE & TETSUYA "TK" KOMURO | 6:33  |
| 7.                                                | 「RACE IN SPACE」             |      | JEAN MICHEL JARRE & TETSUYA "TK" KOMURO | 8:11  |